# Пирес, Жерар
Жерар Пирес (фр. Gérard Pirès; род. 31 августа 1942, Париж) — кинорежиссёр и сценарист. Приобрёл широкую известность после выхода фильма «Такси», который был номинирован на премию «Сезар».
В 1970-х годах был режиссёром многих французских комедий. В 1980-х годах занимался рекламными роликами (снял около 400).

## Фильмография
- 1969 — Эротиссимо / Erotissimo
- 1971 — Возвращение надоедливой букашки / Fantasia chez les ploucs
- 1972 — Бежит, бежит предместье / Elle court, elle court la banlieue
- 1975 — Акт агрессии / L’agression
- 1975 — Берегите глаза! / Attention les yeux!
- 1976 — Компьютер для похорон / L'ordinateur des pompes funèbres
- 1980 — Обман / L'entourloupe
- 1998 — Такси / Taxi
- 2002 — Неудержимые / Riders
- 2004 — Два нуля / Double zéro
- 2005 — Рыцари неба / Les Chevaliers du ciel